# Bibliska tellar
Bibliska tellar är sedan 2005 ett världsarv i Israel bestående av de tre tellarna Megiddo, Hazor och Beer Sheba, omnämnda i Bibeln.

## Beer Sheva
Be'er Sheva nämns många månger i Tanakh, ofta när Israels gränser beskrivs, exempelvis "från Be'er Sheva till Dan" (se Domarboken 20:1-3, Första Samuelsboken 3:19-21). Namnet kommer från det hebreiska ordet Be'er, som betyder källa, och Sheva, som betyder "att svära en ed."
Be'er Sheva grävdes ut mellan 1969 och 1976 av Arkeologiska institutet vid Tel Avivs universitet, under ledning av Yohanan Aharoni, förutom den sista säsongen som leddes av Ze'ev Herzog. Utgrävningarna då var för att få fram järnåldersstaden. Utgrävningar har också gjorts 1993 till 1995 för att avtäcka stadens vattensystem.

## Hazor

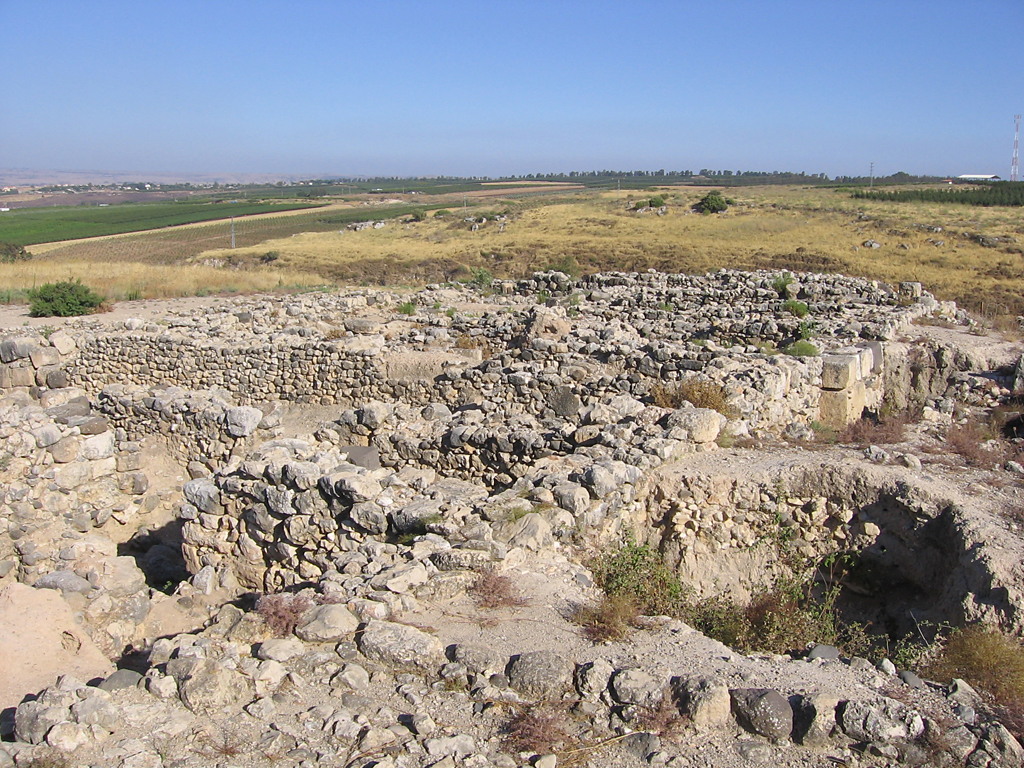
Ruinerna efter en bastion i Hazor

Hazor ligger 16 km norr om Galileiska sjön. Höjden är den största och rikaste arkeologiska utgrävningsplatsen i Israel och är ett av de bästa exemplen i Levanten av väl utarbetade underjordiska vattenuppsamlingssystem från järnåldern, gjorda för att räcka till tätbefolkade samhällen. Under bronsåldern var det uppskattade antalet kanaaneiska invånare omkring 40 000.

## Megiddo

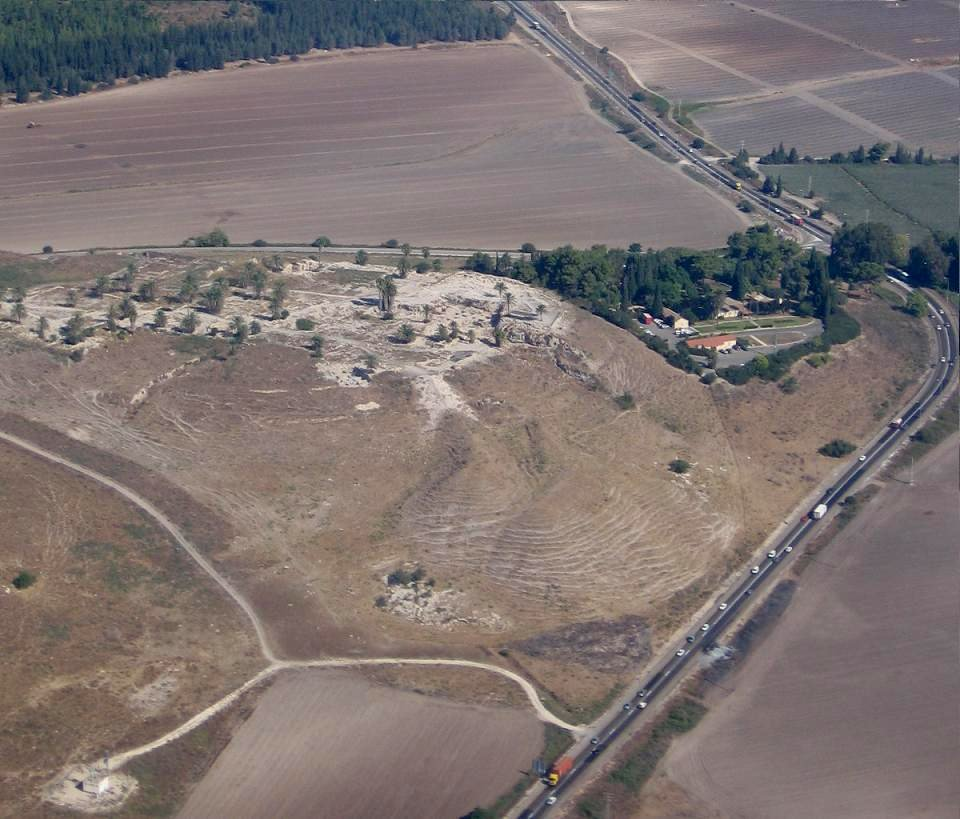
Megiddo på Tell el-Mutesellim

Megiddo var en forntida stad i sydvästra delen av Jezreelslätten i nuvarande norra Israel. Den hade stor betydelse genom sitt läge vid karavanvägen från Egypten till Damaskus. Megiddo var bebodd fram till 500 f.Kr. I början av 1900-talet gjordes arkeologiska utgrävningar av Megiddo vid kullen Tell el-Mutesellim varvid flera olika kulturlager har påträffats.